# Paul von Hahn
Paul von Hahn-Asuppen ros. Павел/Паул Васильевич фон Хань/Гань, (ur. 30 lipca 1793 w Mitawie, zm. 18 stycznia?/30 stycznia 1862 w Mannheim) – szlachcic kurlandzki, rosyjski działacz państwowy i dyplomata, gubernator kurlandzki i inflancki, członek Senatu Rządzącego i Rady Państwa Imperium Rosyjskiego. Uczestniczył w wojnie VI koalicji antyfrancuskiej. W końcowym etapie kariery zajmował się problematyką Kaukazu, w związku z czym został zdymisjonowany.

## Życiorys
Paul von Hahn-Asuppen urodził się 30 lipca 1793 roku w Mitawie w rodzinie szlachty kurlandzkiej. Studiował filozofię na Uniwersytecie Dorpackim w 1811 roku, w 1812 przez pewien czas również na Uniwersytecie Moskiewskim. Jeszcze w tym samym roku wszedł na służbę wojskową w Grodzieńskim Pułku Huzarów, w randze podporucznika. Uczestniczył w wojnie z Napoleonem, w 1814 roku po odniesieniu rany trafił do niewoli francuskiej. Wolność odzyskał dopiero w wyniku kapitulacji Napoleona.
Lata 1815–1817 spędził na podróżach zagranicznych, które odbył w ramach pracy w Ministerstwie Spraw Zagranicznych. Odwiedził między innymi Wielką Brytanię, Francję, Rzym i Turyn. W 1818 otrzymał rangę dworską kamerjunkra, zaś w następnym roku pozycję sekretarza poselstwa w Rzymie. W Italii przebywał do 1822 roku, kiedy to wezwano go do Petersburga. W czasie pobytu w Weronie poznał markiza Filippo Paulucciego, któremu pomógł załatwić jego tamtejsze sprawy majątkowe. W zamian za to Paulucci, jako generał-gubernator guberni bałtyckich, zarekomendował Paula von Hahna-Asuppena na stanowisko gubernatora kurlandzkiego. Funkcję tę pełnił w randze rzeczywistego radcy stanu (IV klasa cywilna) od 6 lutego?/18 lutego 1824 do 25 listopada?/7 grudnia 1827 roku, kiedy to został gubernatorem w guberni inflanckiej. Jego działalność w Kurlandii była energiczna i zdecydowana, nie zawsze jednak przysparzała mu popularności. Z jednej strony wspierał liczne instytucje publiczne – przede wszystkim Kolegium Opieki Społecznej – z drugiej zaś podwyższył podatki i zwalczał oszustwa finansowe szlachty kurlandzkiej. Zwłaszcza ta ostatnia aktywność przysporzyła mu wielu przeciwników, z których najpoważniejszym był miejscowy pełnomocnik krajowy Carl von Medem. Niechęć ta zaowocowała kontroskarżeniami o popełnienie nadużyć finansowych, analogicznych do tych, które sam ścigał. Zanim von Hahnowi udało się udowodnić nieprawdziwość stawianych zarzutów, jego majątek został skonfiskowany, zaś sam otrzymał dymisję (na stanowisku zastąpił go Christoph Engelbrecht von Breven). Dzięki Paulucciemu mianowano go na urząd gubernatora w sąsiedniej guberni. Przebywając w Rydze, nie mógł się już jednak dogadać ze swoim dawnym przyjacielem, co poskutkowało odejściem i z tego stanowiska 17 kwietnia?/29 kwietnia 1829 roku.
Przerwę w karierze cywilnej von Hahn-Asuppen wykorzystał do kontynuowania studiów, tym razem na Uniwersytecie Ruprechta i Karola w Heidelbergu. Po powrocie otrzymał posadę w Ministerstwie Spraw Wewnętrznych Imperium Rosyjskiego, a także został senatorem w prawnym departamencie Senatu Rządzącego. W 1839 roku został doktorem prawa, a 14 kwietnia 1840 roku członkiem Rady Państwa. Zajmował się problematyką kaukaską: był przewodniczącym Komisji do spraw Zarządu Cywilnego na Kaukazie (1837–1838) i członkiem Komitetu do spraw Kaukazu (1841–1846). Był krytykowany za nieznajomość realiów regionu, a liczne skargi doprowadziły do jego urlopowania. W 1847 roku pozbawiono go godności senatora i członkostwa w Radzie.
Koniec lat czterdziestych i lata pięćdziesiąte XIX wieku spędził w Kurlandii. W 1861 roku udał się do Mannheim, gdzie zmarł 18 stycznia?/30 stycznia 1862 roku.